# 阿丽尔·戈尔德
阿丽尔·汤森·戈尔德（英語：Arielle Townsend Gold，1996年5月4日—）生于科罗拉多州斯廷博特斯普林斯，是一名美国女子单板滑雪运动员，主攻U型池。她的哥哥Taylor Gold同样也是单板滑雪运动员。阿丽尔三岁时开始练习滑雪，七岁时，她的哥哥说服她去改练单板滑雪。2011年8月，她在新西兰卡德罗纳完成了个人的世界杯分站赛首秀，在U型池项目获得第八名。